# Thomas B. Moeslund
Thomas B. Moeslund (født 20. marts 1971) er en dansk professor ved Institut for Arkitektur og Medieteknologi ved Aalborg Universitet. Han blev uddannet MSc.EE. i 1996 ved Aalborg Universitet og fik i 2003 tildelt sin Ph.d. ligeledes ved Aalborg Universitet.

## Karriere
Thomas B. Moeslund forsker i Computer Vision og underviser i Computer Vision, Image Processing, AI, Machine Learning, Robotics. Han er desuden leder af tre enheder ved Aalborg Universitet hhv. AI for the People Center siden 2019, Media Technology siden 2012 og the Visual Analysis and Perception lab siden 2011. Han er ganske aktiv indenfor forskningsorganisering og formidling, og han har bl.a. været med til at arrangere mere end 35 konferencer/workshops, samt optrådt i tv, radio og aviser mange gange.

## Priser
Thomas B. Moeslund har i løbet af sin karriere vundet en række priser:
- Best paper award: 2020, 2017, 2016x2, 2013, 2012, 2010
- Nordjysk Universitetsfond Innovationspris: 2013
- Teacher of the year award: 2010
- Most cited paper award: 2009

## Publikationer
Thomas B. Moeslund har udgivet mere end 300 publikationer og er citeret mange gange. Han har blandt andet udgivet bogen Visual Analysis of Humans – Looking at people i 2011, på baggrund af en publikation fra 2001 (opdateret i 2006). De tre publikationer er citeret over 5000 gange og har således været med til at forme forskningsdagsordenen til automatiseret analyse af billeder af mennesker, som ansigtsgenkendelse. Derudover har han bl.a. udgivet bøgerne Introduction to Medical Image Analysis (2020),Computer Vision in Sports (2014) og Introduction to Video and Image Processing. Building Real Systems and Applications (2012). Herudover har han udgivet mange andre publikationer, udvalgte ses nedenfor:
- 3D-ZeF: A 3D Zebrafish Tracking Benchmark Dataset M Pedersen, JB Haurum, SH Bengtson, TB Moeslund IEEE Conference on Computer Vision and Pattern Recognition (CVPR), Seattle, WA, USA, June 2020
- A Context-Aware Loss Function for Action Spotting in Soccer Videos A Cioppa, A Deliege, S Giancola, B Ghanem, MV Droogenbroeck, R Gade, TB Moeslund IEEE Conference on Computer Vision and Pattern Recognition (CVPR), Seattle, WA, USA, June 2020
- Deep pain: Exploiting long short-term memory networks for facial expression classification P Rodriguez, G Cucurull, J Gonzàlez, JM Gonfaus, K Nasrollahi, TB Moeslund IEEE transactions on cybernetics, 2017
- Part-based pedestrian detection and feature-based tracking for driver assistance: real-time, robust algorithms, and evaluation A Prioletti, A Møgelmose, P Grisleri, MM Trivedi, A Broggi, TB Moeslund IEEE Transactions on Intelligent Transportation Systems 14 (3), 1346-1359, 2013
- Long-term Occupancy Analysis using Graph-Based Optimisation in Thermal Imagery R Gade, A Jørgensen and TB Moeslund IEEE Conference on Computer Vision and Pattern Recognition (CVPR), Portland, Oregon, USA, June 2013
- Selective spatio-temporal interest points B Chakraborty, MB Holte, TB Moeslund, J Gonzàlez Computer Vision and Image Understanding 116 (3), 396-410, 2012
- Vision-based traffic sign detection and analysis for intelligent driver assistance systems: Perspectives and survey A Mogelmose, MM Trivedi, TB Moeslund IEEE Transactions on Intelligent Transportation Systems 13 (4), 1484-1497, 2012
- Human pose estimation and activity recognition from multi-view videos: Comparative explorations of recent developments MB Holte, C Tran, MM Trivedi, TB Moeslund IEEE Journal of selected topics in signal processing 6 (5), 538-552, 2012
- A survey of advances in vision-based human motion capture and analysis TB Moeslund, A Hilton, V Krüger Computer vision and image understanding 104 (2-3), 90-126,2006
- A procedure for developing intuitive and ergonomic gesture interfaces for HCI M Nielsen, M Störring, TB Moeslund, E Granum International gesture workshop, 409-420, 2003